# Cúp Algarve 2009
Cúp Algarve 2009 (tiếng Anh: Algarve Cup 2009), giải bóng đá giao hữu thường niên diễn ra tại Algarve, Bồ Đào Nha từ 4 đến 11 tháng 3 năm 2009. Thụy Điển là đội tuyển vô địch của giải.

## Thể thức
Tại vòng bảng, 12 đội được chia làm ba bảng. Bảng A và B gồm các đội cạnh tranh chức vô địch. Vòng phân hạng gồm năm trận đấu: trận tranh hạng nhất giữa các đội đầu bảng, tranh hạng ba giữa các đội nhì bảng, tranh hạng năm giữa các đội thứ ba; đội nhất bảng C gặp đội cuối bảng có thành tích tốt hơn trong hai bảng A và B để tranh hạng bảy; đội nhì bảng C gặp đội cuối bảng còn lại để tranh hạng 9, các đội thứ ba và tư bảng C đá trận tranh hạng 11.
- Giờ thi đấu là WET (UTC±0).

## Vòng bảng

### Bảng A
| Đội        | Đ | Tr | T | H | B | BT | BB | HS |
| ---------- | - | -- | - | - | - | -- | -- | -- |
| Thụy Điển  | 7 | 3  | 2 | 1 | 0 | 4  | 2  | +2 |
| Đức        | 6 | 3  | 2 | 0 | 1 | 7  | 3  | +4 |
| Trung Quốc | 4 | 3  | 1 | 1 | 1 | 1  | 3  | −2 |
| Phần Lan   | 0 | 3  | 0 | 0 | 3 | 0  | 4  | −4 |

| Đức                            | 2 – 0 | Phần Lan |
| ------------------------------ | ----- | -------- |
| Behringer 70' · Garefrekes 90' |       |          |

| Trung Quốc | 0 – 0 | Thụy Điển |
| ---------- | ----- | --------- |
|            |       |           |

| Thụy Điển   | 1 – 0 | Phần Lan |
| ----------- | ----- | -------- |
| Fischer 75' |       |          |

| Đức                             | 3 – 0 | Trung Quốc |
| ------------------------------- | ----- | ---------- |
| Garefrekes 38', 68' · Kulig 58' |       |            |

| Phần Lan | 0 – 1 | Trung Quốc     |
| -------- | ----- | -------------- |
|          |       | Tất Nghiên 73' |

| Thụy Điển                     | 3 – 2 | Đức                    |
| ----------------------------- | ----- | ---------------------- |
| Fischer 28' · Schelin 36' 38' |       | Grings 77' · Kulig 83' |

### Bảng B
| Đội      | Đ | Tr | T | H | B | BT | BB | HS |
| -------- | - | -- | - | - | - | -- | -- | -- |
| Hoa Kỳ   | 9 | 3  | 3 | 0 | 0 | 4  | 0  | +4 |
| Đan Mạch | 6 | 3  | 2 | 0 | 1 | 4  | 2  | +2 |
| Iceland  | 3 | 3  | 1 | 0 | 2 | 2  | 3  | −1 |
| Na Uy    | 0 | 3  | 0 | 0 | 3 | 1  | 6  | −5 |

| Hoa Kỳ                     | 2 – 0   | Đan Mạch |
| -------------------------- | ------- | -------- |
| Woznuk 22' · DiMartino 37' | Báo cáo |          |

| Na Uy   | 1 – 3 | Iceland                                     |
| ------- | ----- | ------------------------------------------- |
| Lie 41' |       | Gunnarsdóttir 18', 51' · Rønning 56' (l.n.) |

| Hoa Kỳ  | 1 – 0   | Iceland |
| ------- | ------- | ------- |
| Kai 90' | Báo cáo |         |

| Đan Mạch                     | 2 – 0 | Na Uy |
| ---------------------------- | ----- | ----- |
| Rasmussen 10' · Pedersen 86' |       |       |

| Na Uy | 0 – 1   | Hoa Kỳ      |
| ----- | ------- | ----------- |
|       | Báo cáo | Rapinoe 21' |

| Iceland | 0 – 2 | Đan Mạch                |
| ------- | ----- | ----------------------- |
|         |       | Nadim 36' · Ørntoft 67' |

### Bảng C
| Đội        | Đ | Tr | T | H | B | BT | BB | HS |
| ---------- | - | -- | - | - | - | -- | -- | -- |
| Bồ Đào Nha | 9 | 3  | 3 | 0 | 0 | 5  | 2  | +3 |
| Áo         | 4 | 3  | 1 | 1 | 1 | 3  | 3  | 0  |
| Wales      | 3 | 3  | 1 | 0 | 2 | 7  | 5  | +2 |
| Ba Lan     | 1 | 3  | 0 | 1 | 2 | 3  | 8  | −5 |

| Wales        | 1 – 2 | Áo                     |
| ------------ | ----- | ---------------------- |
| Fishlock 35' |       | Entner 47' · Walzl 85' |

| Bồ Đào Nha                 | 2 – 1 | Ba Lan        |
| -------------------------- | ----- | ------------- |
| Borges 36' · Fernandes 44' |       | Rytwińska 30' |

| Áo          | 1 – 1 | Ba Lan         |
| ----------- | ----- | -------------- |
| Gröbner 61' |       | Sznyrowska 70' |

| Bồ Đào Nha                           | 2 – 1 | Wales      |
| ------------------------------------ | ----- | ---------- |
| Fernandes 27' · Cristina 57' (ph.đ.) |       | Ludlow 70' |

| Bồ Đào Nha | 1 – 0 | Áo |
| ---------- | ----- | -- |
| Vieira 8'  |       |    |

| Ba Lan      | 1 – 5 | Wales                                         |
| ----------- | ----- | --------------------------------------------- |
| Kawalec 80' |       | Ludlow 22' 32' · Harries 38' 42' · Lander 86' |

## Vòng phân hạng

### Tranh hạng 11
| Wales        | 1 – 2 | Ba Lan                        |
| ------------ | ----- | ----------------------------- |
| Fishlock 14' |       | Sznyrowska 10' · Pożerska 88' |

### Tranh hạng 9
| Áo | 0 – 2 | Na Uy                         |
| -- | ----- | ----------------------------- |
|    |       | Rønning 43' · Gulbrandsen 78' |

### Tranh hạng bảy
| Bồ Đào Nha        | 1 – 1 | Phần Lan     |
| ----------------- | ----- | ------------ |
| Couto 70'         |       | Lehtinen 13' |
| Loạt sút luân lưu |       |              |
|                   | 2 – 4 |              |

### Tranh hạng năm
| Trung Quốc                     | 2 – 1 | Iceland             |
| ------------------------------ | ----- | ------------------- |
| Lâu Giai Huệ 21' · Từ Viện 84' |       | Þorsteinsdóttir 45' |

### Tranh hạng ba
| Đức | 0 – 1 | Đan Mạch        |
| --- | ----- | --------------- |
|     |       | Rydahl Bukh 41' |

### Chung kết
| Hoa Kỳ                                                        | 1 – 1   | Thụy Điển                                                              |
| ------------------------------------------------------------- | ------- | ---------------------------------------------------------------------- |
| Boxx 90'                                                      | Báo cáo | Schelin 18'                                                            |
| Loạt sút luân lưu                                             |         |                                                                        |
| Boxx · Rapinoe · Lloyd · Rampone · DiMartino · Woznuk · Mitts | 3 – 4   | Fors · Dahlkvist · Sembrant · Paulson · Schelin · Olander · Segerström |